# Sobieski (trein)
De Sobieski is een internationale trein tussen Warschau en Wenen via Tsjechië. De naam verwijst naar het Huis Sobieski, de Poolse koninklijke familie.

## EuroCity
Nadat Tsjecho-Slowakije op 1 januari 1993 was gesplitst in Tsjechië en Slowakije kreeg Tsjechië ook EuroCity-verbindingen met Duitsland en Polen. Polen had tot dan toe alleen een EuroCity-verbinding met Duitsland en ook in Tsjechië lag in 1993 het zwaartepunt op verbindingen met Duitsland. Naar Polen kwamen twee EuroCity's via de grensovergang Petrovice bij Bohumín in het noordoosten van Tsjechië. De EC Praha vormde de rechtstreekse verbinding tussen de hoofdsteden van Polen en Tsjechië. De EC Sobieski vormde de verbinding tussen Oostenrijk en Polen via de grensovergang Petrovice bij Bohumín door het oosten van Tsjechië over de Nordbahn en de grensovergang bij Hohenau. Op 1 juni 1997 is de capaciteit op deze route vergroot door de introductie van een tweede EuroCity tussen Oostenrijk en Polen, de EC Polonia. De EC Sobieski voert doorgaande rijtuigen mee voor de richting Krakau. Deze worden afgehaakt respectievelijk aangekoppeld in Ostrava en rijden tussen Ostrava en Krakau als EC 204 noordwaarts en EC 205 zuidwaarts.
| EC 105 | land       | station                | km  | EC 104 |
| ------ | ---------- | ---------------------- | --- | ------ |
| 11:43  | Polen      | Warszawa Wschodnia     | 0   | 16:47  |
| 12:00  | Polen      | Warszawa Centralna     | 5   | 16:35  |
| 14:32  | Polen      | Katowice               | 298 | 13:55  |
| 15:43  | Polen      | Zebrzydowice           | 372 | 12:58  |
| 15:50  | Tsjechië   | Petrovice              | 378 | 12:50  |
| 16:18  | Tsjechië   | Ostrava hlavní nádraží | 400 | 12:13  |
| 17:10  | Tsjechië   | Přerov                 | 484 | 11:18  |
|        | Tsjechië   | Otrokovice             | 534 |        |
|        | Tsjechië   | Staré Město            | 552 |        |
|        | Tsjechië   | Hodonín                | 586 |        |
| 18:08  | Tsjechië   | Břeclav                | 606 | 10:20  |
|        | Oostenrijk | Hohenau                | 625 |        |
|        | Oostenrijk | Wien Simmering         | 684 |        |
| 19:28  | Oostenrijk | Wien Südbahnhof        | 695 | 09:08  |